# Footdee
Footdee, conosciuto anche come Fittie, è un piccolo e antico villaggio di pescatori, situato all'estremità est della città di Aberdeen, in Scozia presso il porto e la foce del fiume Dee.
Il nome viene fatto risalire all'espressione "Foot of the Dee" cioè estremità del fiume Dee.

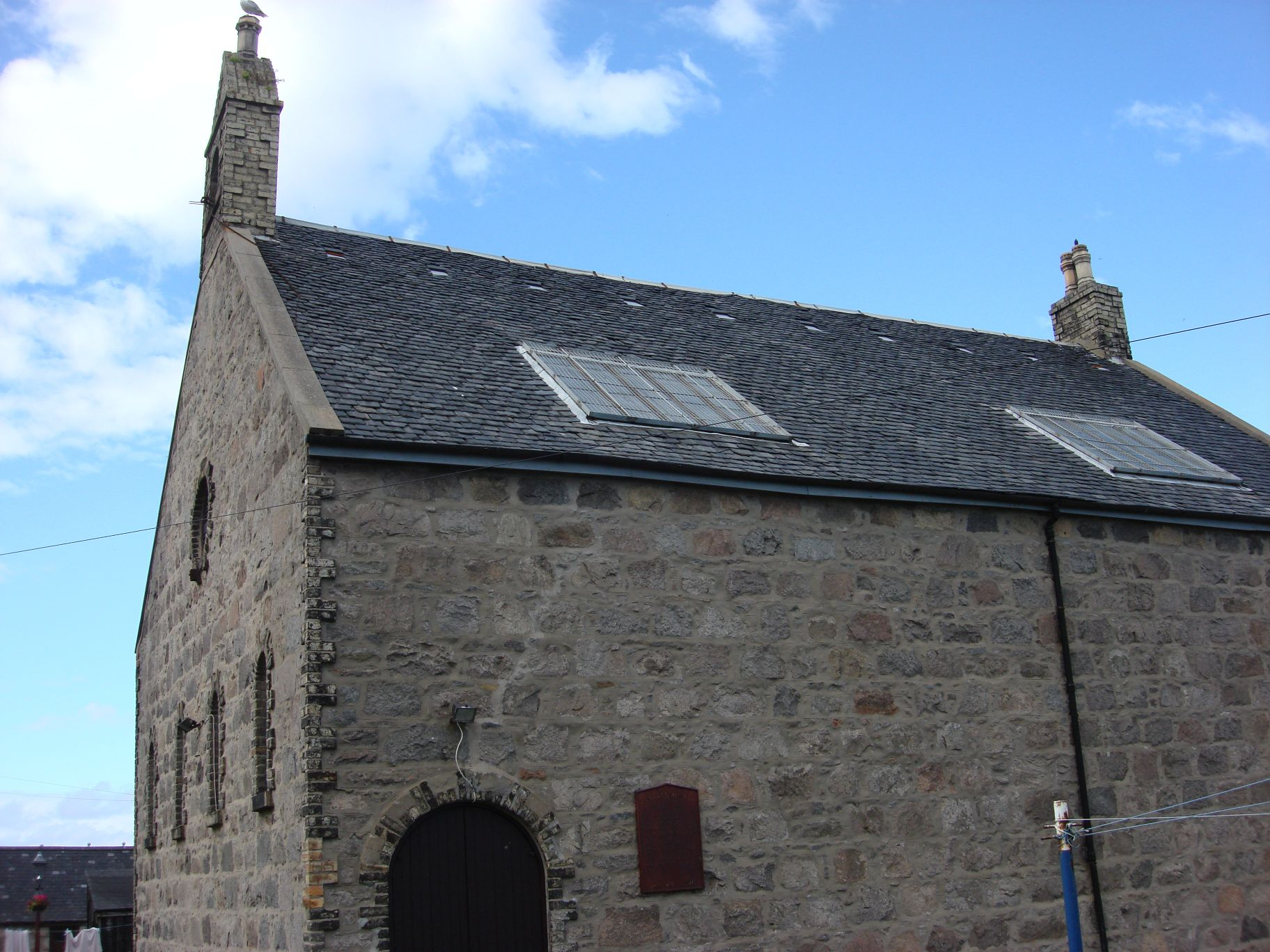
La Chiesa di Footdee

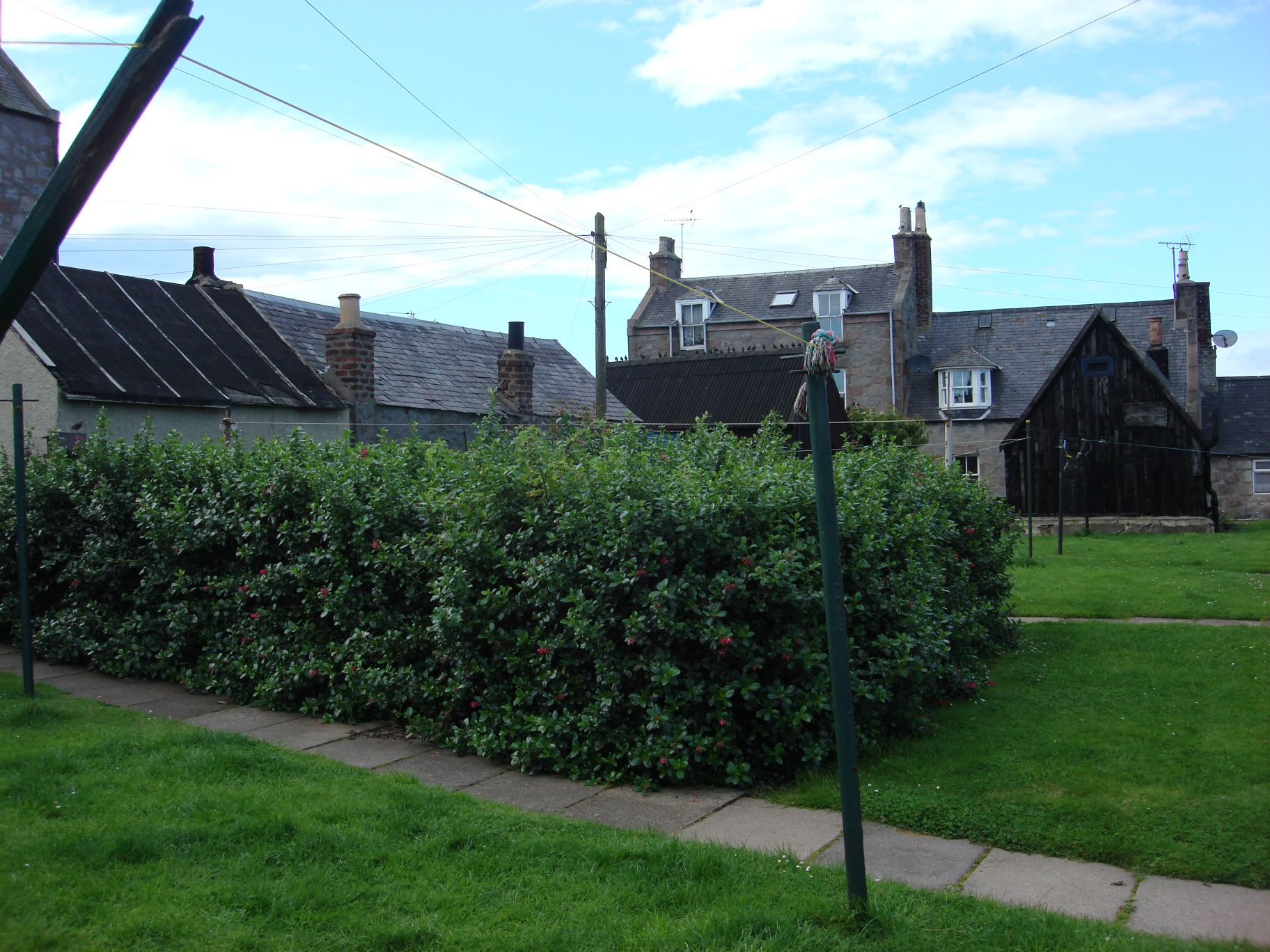
Case e giardini di Footdee